# Tibétain ancien
Pour les articles homonymes, voir Tibétain (homonymie).
Le tibétain ancien fait référence à une période des langues tibétiques reflétées dans les documents liés à l'adoption de l'écriture sous le règne du roi Songtsen Gampo, au milieu du VIIe siècle, jusqu'au IXe siècle et au-delà. Cette langue utilise généralement l'alphasyllabaire tibétain.
En 816, pendant le règne de Sadnalegs, la littérature tibétaine a subi une réforme complète afin de standardiser la langue et le vocabulaire des traductions faites à partir des textes indiens, et il en résultat ce que l'on appelle de nos jours, le Tibétain classique .

## Textes

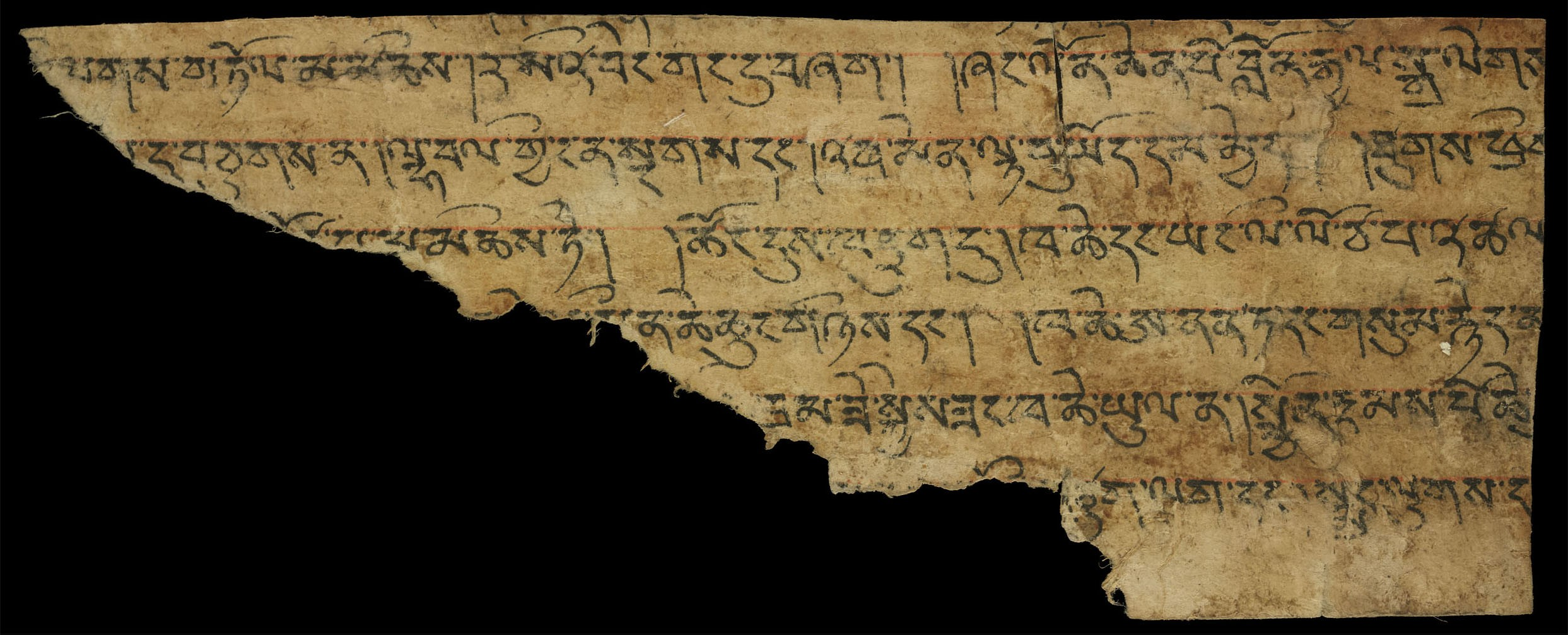
Fragment du Testament de Ba, British Library, comprenant six lignes incomplète en écriture tibétaine.

Les documents qui nous sont parvenus en tibétain ancien sont des inscriptions sur des stèles, des plaques de bois, et des manuscrits.
Quelques documents connus, écrits dans cette langue, sont :
- Les Anciennes chroniques tibétaines, trouvées dans les grottes de Mogao, à Dunhuang ;
- Les Annales et Chronique tibétaines, également trouvées dans les grottes de Mogao ;
- Le Testament de Ba